# Trilistni citronovec
Trilistni citronovec (znanstveno ime Poncirus trifoliata) je en od križancev majhnih agrumov iz družine Rutaceae, katerega taksonomija in klasifikacija je predmet strokovne presoje med botaniki.
Včasih so ga imenovali tudi kitajski grenki pomarančevec, venar se poimenovanje ni oprijelo.

## Rod citrusov
Do nedavnega je rod Citrus zajemal enajst vrst, pred kratkim pa so strokovnjaki določili, da so izvirni citrusi le trije: mandarina (Citrus reticulata), pomelo (Citrus maxima) in citrona (Citrus medica).
Med križane citruse so tako všteli vse ostale vrste: pomaranča, limona, grenivka, klementina, bergamot, kinoto, kumkvat, kombava in limeta. Prav tako bi naj vse vrste fortunelle bile le križanja ene same vrste kumkvata. Ta klasifikacija sicer ni še splošno sprejeta, a že sedaj veliko večino citrusov strokovno zapisujejo z vmesnim znakom križca ali enostavno z »x«, kar pomeni, da gre za križanec, torej hibrid. Čeprav se lahko zdi čudno, da sta tako vsesplošno znana sadeža, kot sta pomaranča ali limona, le hibrida, ne moremo prezreti osnovnih podatkov o njegovem gojenju. Strokovno ga je treba prišteti med umetno pridobljene rastline.
Čeprav je rod citrusov sedaj sestavljen samo iz treh vrst, poznamo namreč med agrumi veliko število naravnih odstopanj in nepravilnosti, bodisi v cvetju, bodisi predvsem v sadežih, zaradi česar se dajo dobiti širom po svetu zelo raznoliki primerki. Razen tega so agronomi razvili nešteto hibridov, ki večkrat nimajo stalnih in ponovljivih lastnosti, zato so nekatere vrste na trgu le za določeno dobo. To povzroča težave pri klasifikaciji agrumov. Omeniti je treba tudi dedne spremembe, ki so pri agrumih zelo pogostne. Gre za mutacijo v poganjkih, ki se včasih pojavi iz neznanih razlogov. Na veji se rodi poganjek, iz katerega zraste veja z nekoliko različnimi lastnostmi od ostalega drevesa. Če se ta vejica uporabi kot potaknjenec, zraste drevo s temi različnimi lastnostmi. Velikokrat so te nove lastnosti nezaželene, zato se spremembo ne želi ohranjati in se mutirana vejica enostavno odstrani. Včasih je pa sprememba toliko zanimiva, da jo agronomi gojijo dalje in tako dobijo novi križanec.

## Zemljepisna razširjenost
Poncirus izhaja iz Kitajske in Koreje, a je danes razširjen povsod, kjer se gojijo citrusi in fortunele, saj je nepogrešljiv pri odgoji raznih križancev. Posebno fortunele, čigar sadeži v zadnjih desetletjih pridobivajo nova tržišča, sploh ne obrodijo, če niso cepljene na poncirus. Tudi križanja z drugimi citrusi so privedla do zelo uspešnih hibridov, zato se obnese gojenje v istih nasadih. Omembe vredno je tudi gojenje poncirusov izven zemljepisnega območja ostalih agrumov, se pravi na hladnejših področjih, kjer so čislani kot okrasno drevje, a predvsem kot živa meja zaradi izrazitih bodic.

## Opis
Rastlina ima obliko košatega grma ali manjšega drevesa, do največ 7 metrov višine. Listje raste v troperesnem solistju, kjer je srednji listič do 5 cm dolg, ostala dva sta krajša. Zaradi tega poznamo na Slovenskem poncirus tudi kot »trolistno pomarančo«. Vsako solistje je opremljeno z velikim trnom, ki je včasih celo daljši od listov. Cvetovi so podobni cvetom citrusov, le da imajo šibkejši vonj in so nekoliko večji. Rastlina se razlikuje od vseh ostalih agrumov, ker ni zimzelena in ker imajo njeni plodovi kosmat olupek. Razen tega edini od agrumov prenese zmrzal in sneg ter temperaturo do -20 °C. Zaradi teh treh značilnosti si je poncirus pridobil mesto samostojnega rodu v družini.
Sadeži so majhne kroglice s premerom komaj 3 cm, svetlo zelene barve, rahlo kosmati in hudo grenki. Uživajo se le po predelavi v marmelade in likerje, ali posušeni in zdrobljeni kot začimba.